# Margaret Turner-Warwick
Dame Margaret Turner-Warwick DBE FRCP (* 19. November 1924 in London, Vereinigtes Königreich; † 21. August 2017 ebenda) war eine britische  Medizinerin und Hochschullehrerin. Sie wurde 1972 auf den Lehrstuhl für Thoraxmedizin am heutigen Cardiothoracic Institute der University of London berufen und wurde dort 1984 Dekanin. 1989 wurde sie als erste Frau zur Präsidentin des Royal College of Physicians gewählt.

## Leben und Werk
Warwick war die Tochter des Rechtsanwalts William Harvey Moore und Maud Kirkdale. Sie besuchte die City of London School, bis die Familie kurzzeitig nach Kent und dann nach Exeter zog, wo sie die Maynard School besuchte. 1942 wurde Exeter schwer bombardiert und die Familie kehrte nach Chiswick zurück, wo sie die St Paul's Girls' School besuchte.
1943 erhielt sie als eine von sieben Frauen unter den 100 Studenten ihres Jahrgangs ein Stipendium für das Medizinstudium an der Lady Margaret Hall der Universität von Oxford. 1946 wurde bei ihr Lungentuberkulose diagnostiziert.  Da es zu diesem Zeitpunkt noch keine wirksamen Medikamente gegen Tuberkulose gab, wurde sie in ein Schweizer Sanatorium zur Behandlung geschickt. Nach ihrer Rückkehr nach Großbritannien studierte sie klinische Medizin am University College Hospital.
Am 21. Januar 1950 heiratete sie den Urologen Richard Turner-Warwick, den sie 1944 in Oxford als Medizinstudenten kennengelernt hatte. Nach ihrem Abschluss 1950 praktizierte sie als Medizinerin am University College London und am  Royal Brompton Hospital.
Sie erlangte ihre Mitgliedschaft im Royal College of Physicians während des Mutterschaftsurlaubs nach der Geburt ihrer ersten Tochter. 1956 erwarb sie ihren Doktortitel in Medizin in Oxford während des Mutterschaftsurlaubs nach der Geburt ihrer zweiten Tochter.
Nachdem sie sich auf Thoraxmedizin spezialisiert hatte, kehrte sie als Assistenzärztin an das Royal Brompton Hospital zurück und wurde 1958 Chefarztassistentin (Senior Registrar). 1961 promovierte sie zum Lungenkreislauf bei Lungenfibrose und erhielt die Erlaubnis, für diese Forschung eigene Autopsien durchzuführen.
Turner-Warwick erhielt 1961 ihre erste Anstellung als Fachärztin am Elizabeth Garrett Anderson Hospital. 1967 wurde sie Oberärztin am Royal Brompton Hospital und am London Chest Hospital und Teilzeitdozentin am Institute of Diseases of the Chest. Als der Medizinprofessor Guy Scadding 1972 in den Ruhestand ging, wurde sie auf seinen Lehrstuhl am umbenannten Cardiothoracic Institute berufen und war die einzige Medizinprofessorin im Vereinigten Königreich. Sie war von 1984 bis 1987 Leiterin und Dekanin des Cardiothoracic Institute, das zum National Heart and Lung Institute wurde und später dem Imperial College London angegliedert wurde.

## Atemwegsmedizin und Atemwegsforschung
Während ihrer Zeit am Cardiothoracic Institute erlangte sie einen internationalen Ruf auf dem Gebiet der Atemwegsmedizin und Atemwegsforschung. Der Schwerpunkt ihrer Forschung lag auf dem Verständnis und der Messung der Lungenfunktion. Mit ihren Kollegen Jack Pepys und Deborah Doniach forschte sie zur Immunologie der Lunge und insbesondere der fibrosierenden Lungenerkrankungen. Sie zeigte, dass diese mit Autoimmunerkrankungen, rheumatoider Arthritis, systemischer Sklerose und der schweren Form von Lupus, bekannt als systemischer Lupus erythematodes, verbunden sind, und sie wies das Vorhandensein relevanter Autoantikörper im Blut nach.
Sie unterschied zwischen verschiedenen Mustern fibrosierender Lungenerkrankungen, um die Minderheit der Patienten zu identifizieren, die gut auf Steroide ansprechen würden, und für die anderen führte sie biologische Behandlungen ein. Sie erkannte bei Asthma unterschiedliche klinische Muster, die auf Unterschieden in den Mustern der Peak-Flow-Aufzeichnungen beruhten und unterschiedliche Behandlungen erforderten. Sie war auch für mehrere frühe klinische Studien verantwortlich, insbesondere mit inhalativen Kortikosteroiden, die die Grundlage der modernen Behandlung bildeten.

## Weitere Aktivitäten
Sie veröffentlichte über 200 Aufsätze und mehrere Bücher, darunter 1978 eine Monographie über Lungenimmunologie. 2005 veröffentlichte sie ihre Autobiografie Living Medicine.
Turner-Warwick zog sich 1987 aus der medizinischen Praxis zurück und wurde 1989 zur Präsidentin des Royal College of Physicians gewählt, der ersten weiblichen Präsidentin des Colleges 471 Jahre nach seiner Gründung. Nach Abschluss ihrer Amtszeit war sie von 1992 bis 1995 Vorsitzende des Royal Devon and Exeter Health Care NHS Trust.
Als die British Thoracic Association und die Thoracic Society 1982 fusionierten, wurde sie zur ersten Präsidentin der daraus resultierenden British Thoracic Society gewählt. Sie war Ratsmitglied und später Vizepräsidentin der British Lung Foundation, Vizepräsidentin der nationalen Tuberkulose-Wohltätigkeitsorganisation TB Alert und Vorsitzende des medizinischen Forschungsausschusses des Asthma Research Council. Sie war Ehrenmitglied zahlreicher nationaler und internationaler akademischer Gremien und erhielt Ehrendoktorwürden von sieben britischen Universitäten. Sie saß im Systemausschuss des Medical Research Council und im Senat der University of London und war Treuhänderin der Rayne Foundation, Vorsitzende des Board of Governors der Bedales School und ehrenamtliche Bankerin des Middle Temple.
Sie lebte zuletzt in Thorverton in Devon und starb 2017 im Alter von 92 Jahren im Royal Brompton an einer Lungenentzündung.

## Auszeichnungen und Ehrungen (Auswahl)
- 1945: Welch prize for anatomy
- 1989: Honorary Fellow von Lady Margaret Hall
- 1991: Dame Commander des Order of the British Empire (DBE)
- 1993: Honorary Fellow of the Royal College of Surgeons
- 1994: Harveian Oration
- 1997: Präsidentenpreis der European Respiratory Society
- 1999: Präsidentenmedaille der British Thoracic Society
- Fellow of the Royal College of Physicians of London
- 2015: Margaret Turner Warwick Education Centre für das NHLI auf dem Royal Brompton Campus[4]
- 2023: Gedenktafel im Margaret Turner-Warwick Centre for Fibrosing Lung Disease[5]

## Veröffentlichungen (Auswahl)
- Living medicine: recollections and reflections. Royal College of Physicians of London, 2005, ISBN 978-1-86016-250-3.